# キロギアッパ

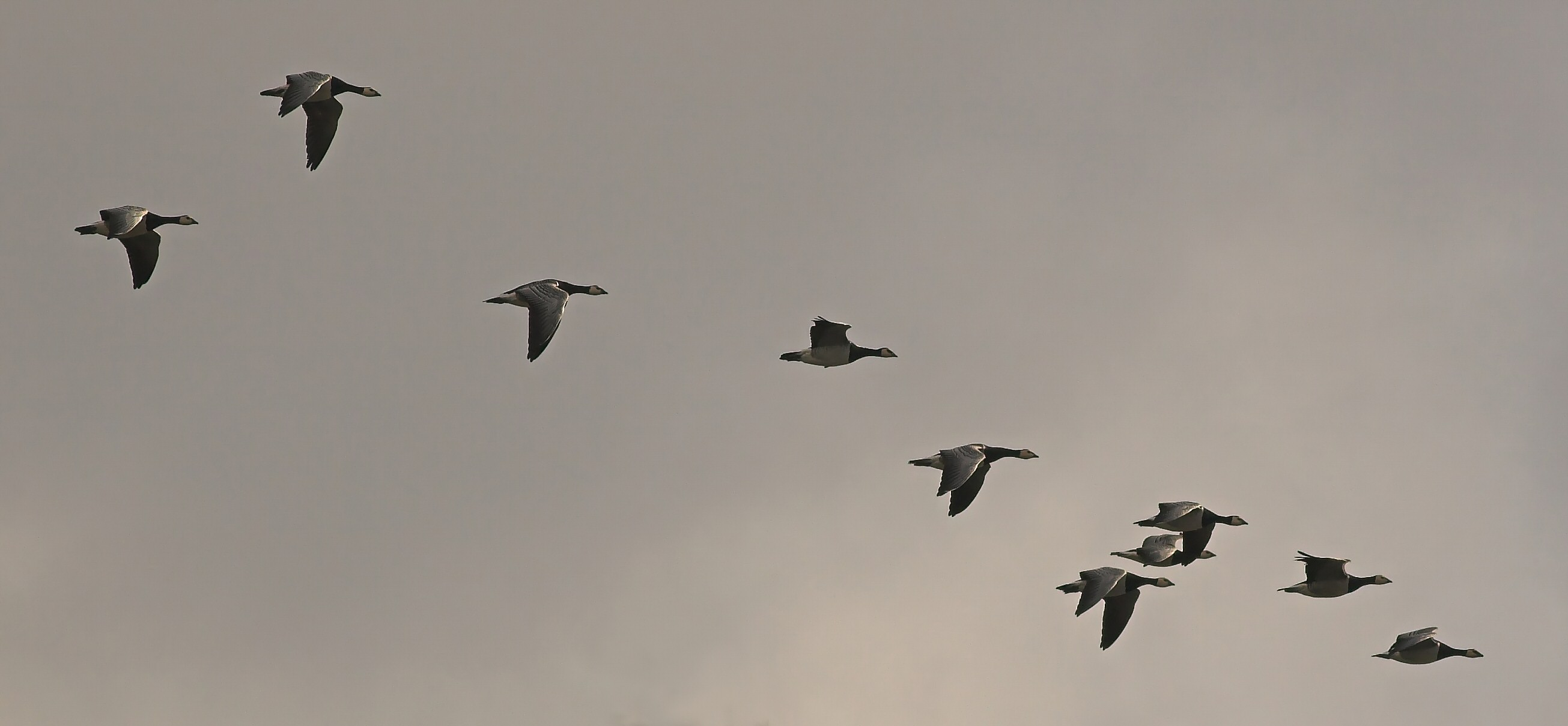
カオジロガンの群れ

キロギアッパ（朝鮮語: 기러기 아빠）は、大韓民国の俗語、新造語。朝鮮語で『雁の父』を意味する。
子供に高等な教育を受けさせるため、妻子をアメリカ合衆国やカナダなどに送り、自身は国に残って援助などを行う父親のことを指す。いっとき、ワシントン・ポストなどで『Gireugi』という用語としてこれが注目を集めたほか、国立国語院の『2002年新語』報告書にも新造語として含まれた。また、父親の財力や事情などにより、派生した新造語も存在するなど、キロギアッパは社会問題化している。

## 派生した新造語
- トクスリアッパ（독수리 아빠） - 鷲の父を意味する。余裕があり、いつでも送り出した妻子に会いに行ける父親を指す。
- ペングィンアッパ（펭귄 아빠） - ペンギンの父を意味する。金銭面や時間面などで余裕がなく、妻子に会いに行くことなく国内にいる父親を指す。
- チャムセアッパ（참새 아빠） - スズメの父を意味する。海外で労働し、その金で子を韓国国内の有名校や名門校に通わせる父親を指す。
- 大伝アッパ（テジョンアッパ、대전 아빠） - 大峙洞伝貰の略で、大峙洞の伝貰の父を意味する。子を江南区大峙洞にある学校に通わせるため、大峙洞の伝貰をもらう父親を指す。同地は教育熱が高い地域として知られている。

## 他の項目
- グローバリゼーション